# Sybra trimeresura
Sybra trimeresura är en skalbaggsart som beskrevs av Masatoshi Takakuwa 1984. Sybra trimeresura ingår i släktet Sybra och familjen långhorningar. Inga underarter finns listade i Catalogue of Life.